# Anaklia
Anaklia (en géorgien : ანაკლია Anaklia, en mingrèle : ანარკია Anarklia) est une ville de la région de Mingrélie-Haute Svanétie, dans l'ouest de la Géorgie. 

## Géographie
Cité balnéaire, Anaklia se situe à l'embouchure de l'Ingouri, au bord de la mer Noire, à proximité de la frontière avec l'Abkhazie.

## Histoire
Elle est d'abord une colonie du Royaume grec du Pont-Euxin. À l'époque des royaumes géorgiens — auxquels la Principauté de Mingrélie se rallie —, Anaklia se développe et commerce avec Trébizonde et  Constantinople. Au XIXe, elle constitue un enjeu entre l'Empire ottoman et l'Empire russe, avant de devenir au XXe une position avancée au Nord-Ouest de la Géorgie.

## Démographie
Au recensement de 2002 la ville compte 2 522 habitants, à celui de 2014 elle compte 1 131 habitants conformément à l'évolution démographique du territoire géorgien, accentuée par la proximité de l'Abkhazie et de la deuxième guerre d'Ossétie du Sud en 2008.

## Économie
Traditionnellement lieu de commerce, de pêche et de tourisme, elle se tourne depuis quelques années vers les manifestations artistiques. Elle accueille depuis 2015 le festival international annuel de musique électronique GEM Fest,. 
En 2012, un projet de métropole laze est envisagé par le Premier ministre de l'époque, Bidzina Ivanichvili. 
En 2016, le financement du port en eau profonde — plus de 2 milliards d'euros — est annoncé; l'opérateur choisi sera américain.
Les autorités géorgiennes souhaitent ainsi retrouver une place sur la Route de la Soie du XXIe, afin de pouvoir accueillir les cargos en transit entre l'Asie et l'Europe, avec le soutien des autorités chinoises et américaines.

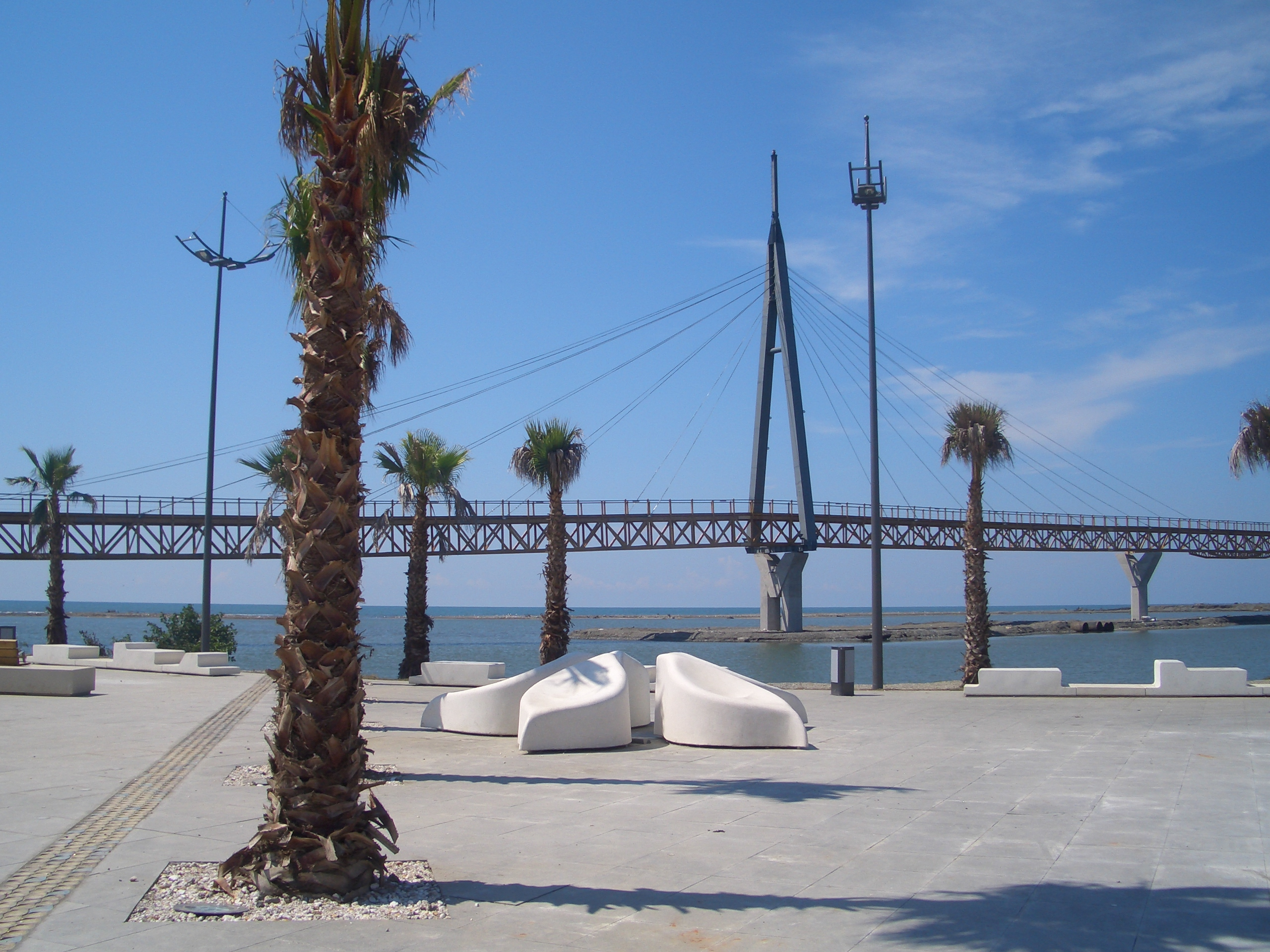
Front de mer à Anaklia